# 石门台角蟾
石门台角蟾（学名：Boulenophrys shimentaina），一种于中华人民共和国广东省英德市石门台国家自然保护区发现的两栖动物，隶属于角蟾科布角蟾属。其种加词“shimentaina”意为“石门台的”。

## 形态特征
石门台角蟾体型较小，雄蟾体长28.0～30.6毫米。身体背面皮肤粗糙，呈浅棕色，背的中央有不连续的“/\”形肤棱，外侧具有两条不连续的肤棱；喉部为肉色，腹部为苍白色，具有大白斑。

## 保护
本种于2023年被收录入《有重要生态、科学、社会价值的陆生野生动物名录》。